# Bermuda-Krabbenreiher
Der Bermuda-Krabbenreiher (Nyctanassa carcinocatactes) ist eine ausgestorbene Reiherart von den Bermuda-Inseln. Sie wurde erst 2006 von Storrs Olson und David B. Wingate anhand von Knochenfunden aus Pleistozän- und Holozänablagerungen in Höhlen und Teichen der Bermuda-Inseln beschrieben.

## Merkmale
Die Beschaffenheit der Knochen legt die Vermutung nahe, dass er seinem nächsten Verwandten, dem Krabbenreiher (N. violacea) ziemlich ähnlich sah. Er hatte jedoch einen schwereren Schnabel, einen massiveren Schädel und robustere Hintergliedmaßen. Die Spezialisierung des Schnabels und der Hintergliedmaßen zeigen, dass er offenbar an eine Ernährung von Landkrabben angepasst war.

## Aussterben
Frühere historische Erwähnungen beziehen sich zweifelsfrei auf diese Art, die vermutlich während der Besiedelung der Bermuda-Inseln im 17. Jahrhundert ausgerottet wurde.